# Кукса (река, впадает в Череменецкое озеро)
Кукса — река в России, протекает в Ленинградской области. Впадает в Череменецкое озеро. Длина реки — 12 км, площадь водосборного бассейна — 85,4 км².

## Данные водного реестра
По данным государственного водного реестра России относится к Балтийскому бассейновому округу, водохозяйственный участок реки — Луга, речной подбассейн у реки отсутствует. Относится к речному бассейну реки Нарва (российская часть бассейна).
Код объекта в государственном водном реестре — 01030000512102000025699.